# Aquarium Finisterrae
L'Aquarium Finisterrae, també conegut com a Acuario da Fin do Mundo o Casa dos Peixes, és un aquari públic i centre interactiu de divulgació científica de la ciutat de la Corunya, sobre aspectes relacionats amb la biologia marina, l'oceanografia i el mar en general. Pretén promoure el coneixement de l'oceà i educar actituds positives de respecte cap al medi marí, així com contribuir al coneixement científic de la vida marina.
Es troba al passeig marítim de la Corunya i es va inaugurar el 5 de juny de 1999.

## Continguts
Té una sala decorada com el gabinet del capità Nemo, submergit en la piscina més gran d'Europa. A més té elements de museus que proposen experiències com tocar estrelles de mar o rèvoles o conèixer on viuen els llagostins. Tres piscines exteriors alberguen foques, pops i altres espècies de les costes atlàntiques. No s'hi exhibeixen peixos vistosos d'altres latituds, sinó l'ecosistema marí de la costa gallega.

## Galeria d'imatges

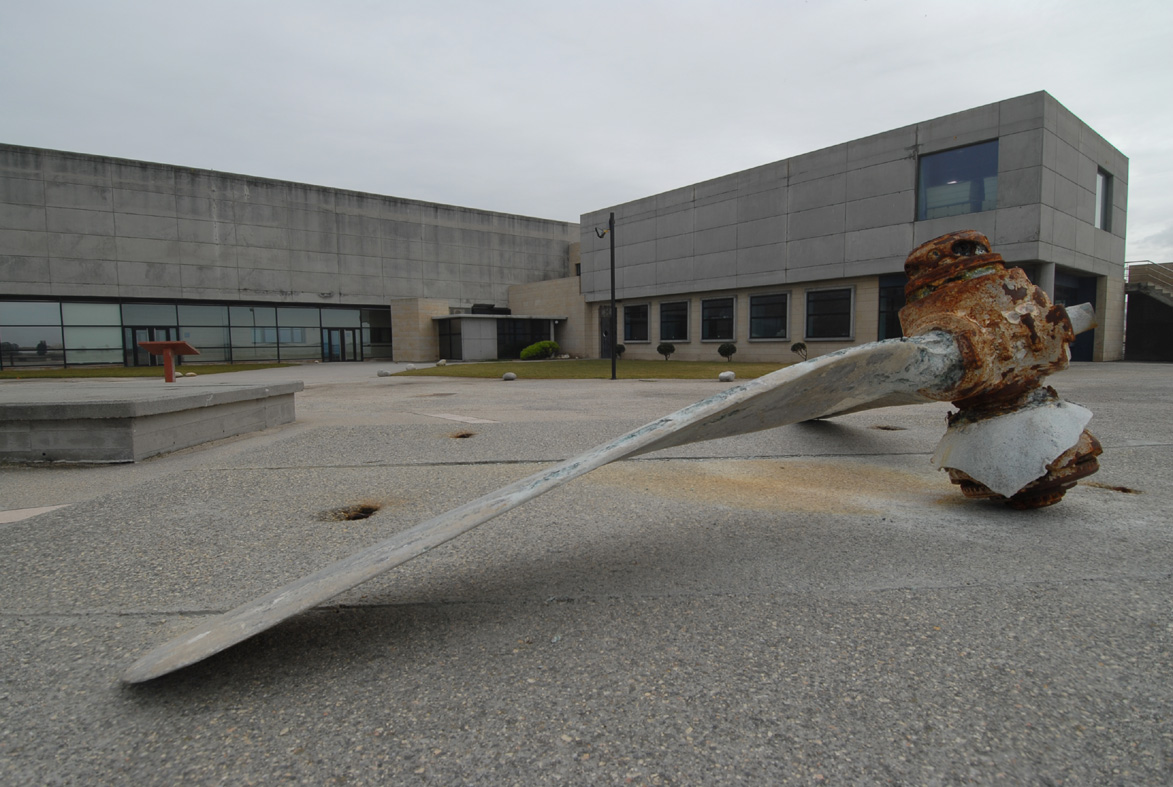
Terrassa exterior
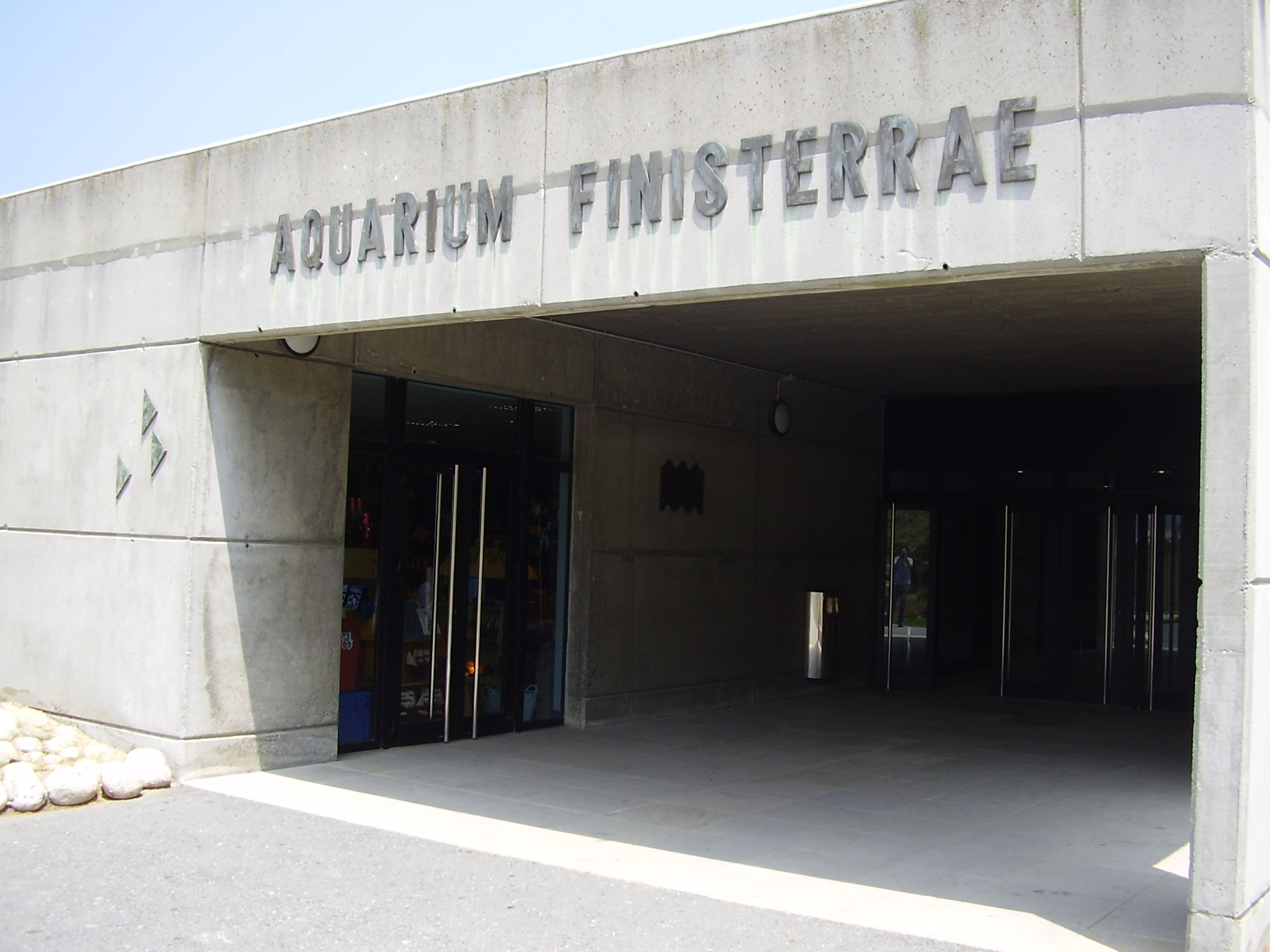
Entrada
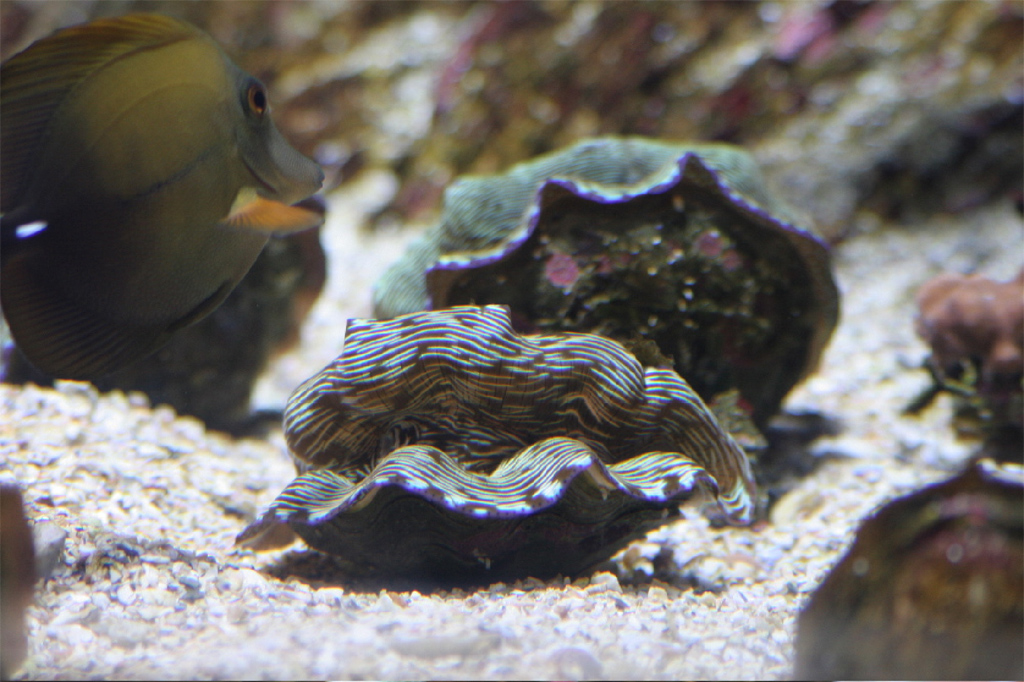
Tridacna derasa
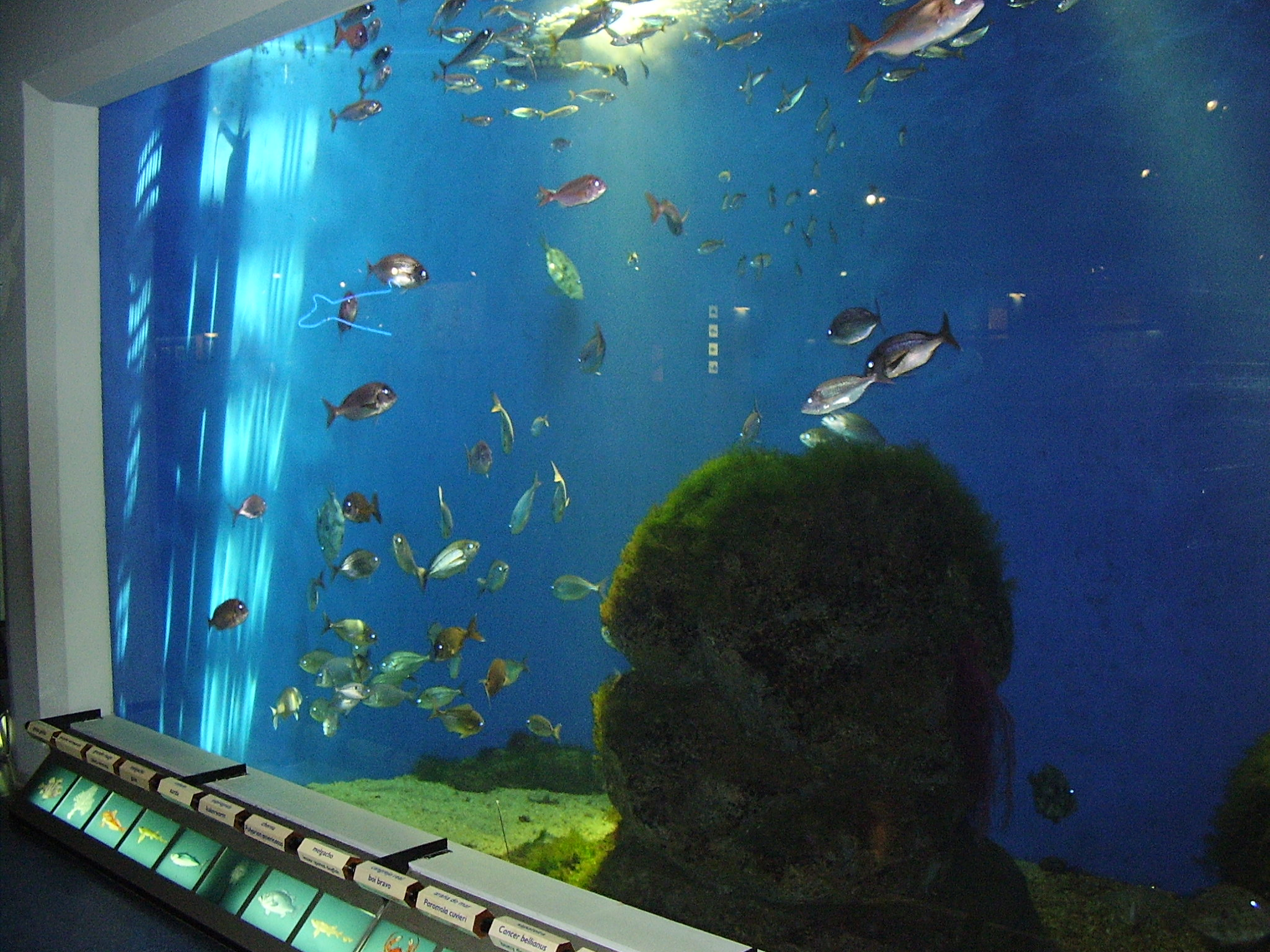
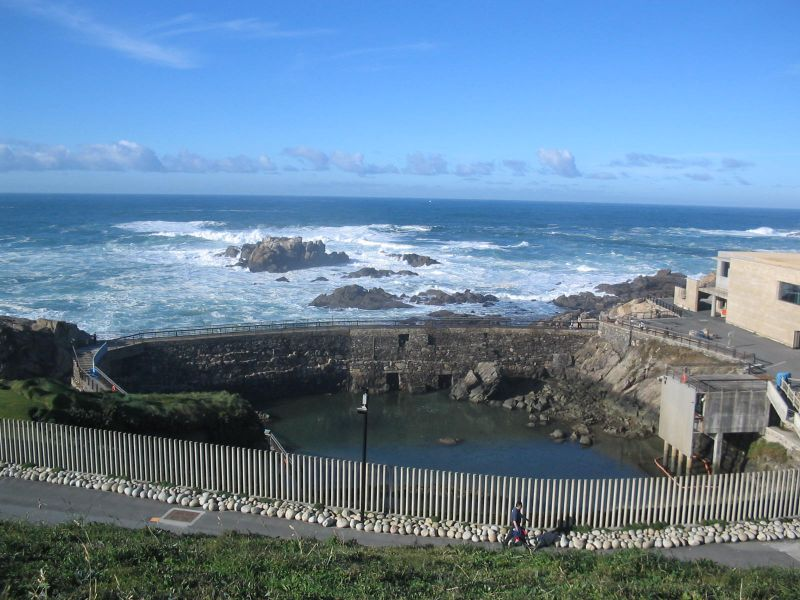